# Paweł Diwow
Paweł Gawriłowicz Diwow (ros. Павел Гаврилович Дивов) (ur. 8 stycznia 1765 – zm. 19 września 1841) – rosyjski dyplomata.
Od 1785 był tłumaczem w Kolegium Spraw Zagranicznych. Służył we flocie rosyjskiej w czasie wojny rosyjsko-szwedzkiej 1788-1790. W 1790 został radcą rosyjskiej ambasady w Warszawie. Po wybuchu insurekcji warszawskiej w 1794, przetrzymywany w Arsenale.
Zajmował się długami króla Stanisława Augusta Poniatowskiego i likwidacją Rzeczypospolitej. W 1795 wywiózł do Petersburga archiwum polskie i zbiory Biblioteki Załuskich. W latach 1805–1820 był szefem tajnego archiwum Ministerstwa Spraw Zagranicznych. W 1826 był członkiem komisji prowadzącej śledztwo przeciwko dekabrystom.